# Titiella punctiger
Titiella punctiger är en insektsart som beskrevs av Carl Stål 1855. Titiella punctiger ingår i släktet Titiella och familjen dvärgstritar. Inga underarter finns listade i Catalogue of Life.